# Arnaud Djoum
Arnaud Sutchuin-Djoum (Yaoundé, 1989. május 2. –) kameruni válogatott labdarúgó, a ciprusi Apóllon Lemeszú játékosa.

## Pályafutása
A belga korosztályos válogatott tagjaként 2008 és 2010 között szerepelt.
2016. szeptember 3-án debütált a kameruni labdarúgó-válogatottban a gambiai labdarúgó-válogatott ellen. Tagja volt a győztes válogatottnak, amely a 2017-es afrikai nemzetek kupáján vett részt. A 2017-es konföderációs kupán is tagja volt az utazó keretnek.

## Sikerei, díjai

### Klub
- Lech Poznań
  - Lengyel bajnok: 2014–15

### Válogatott
- Kamerun
  - Afrikai nemzetek kupája: 2017